# デーレ小体

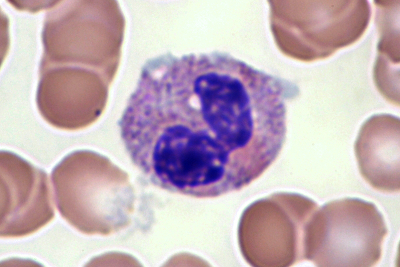
デーレ小体（細胞の辺縁の淡青色の封入体）と空胞をもつ好中球

デーレ小体とは、好中球の細胞質にみられる淡青色の封入体で、細菌感染、敗血症、妊娠、などさまざまな病態で出現する。

## 概要
デーレ小体（（英）Döhle bodies）とは、好中球（通常、桿状核球、分葉核球）の細胞質にみられる封入体である。淡青色で、円形ないし長円形から三日月型、径1から5 μm程度で、通常、細胞膜近傍にみられる。実体は、リボソームのRNA（粗面小胞体）の遺残物である。好中球の炎症性の変化の一つであり、細菌感染、敗血症、妊娠、などさまざまな病態で出現する。

デーレ小体は、1911年にドイツ、キールの病理学者、パウル・デーレ（Paul Döhle）が猩紅熱患者において記載した。

### デーレ小体がみられる病態
デーレ小体は、細菌感染、敗血症、熱傷、顆粒球コロニー刺激因子（G-CSF）投与、などさまざまな病態でみられるが、必ずしも、炎症に特異性が高くなく、正常妊娠、等でもみられることがある。
デーレ小体は、中毒性顆粒と同時にみられることがある。中毒性顆粒、空胞形成、とならび、好中球の中毒性変化の一つである。なお、白血病の稀な型の一つ、慢性好中球性白血病では、好中球に中毒性顆粒やデーレ小体がよくみられる。

### デーレ小体によく似た異常を来す病態

#### メイ・ヘグリン異常症
メイ・ヘグリン異常症（白血球封入体を伴う巨大血小板性血小板減少症、MYH-9異常症）は、稀な常染色体顕性（優性）疾患で、血小板減少・巨大血小板を来す他、好中球・好酸球・好塩基球・単球の細胞質にデーレ小体によく似た封入体（デーレ様小体、Döhle-like bodies）がみられる。この封入体は、ミオシンの重鎖が沈殿したものであり、デーレ小体とは異なる。

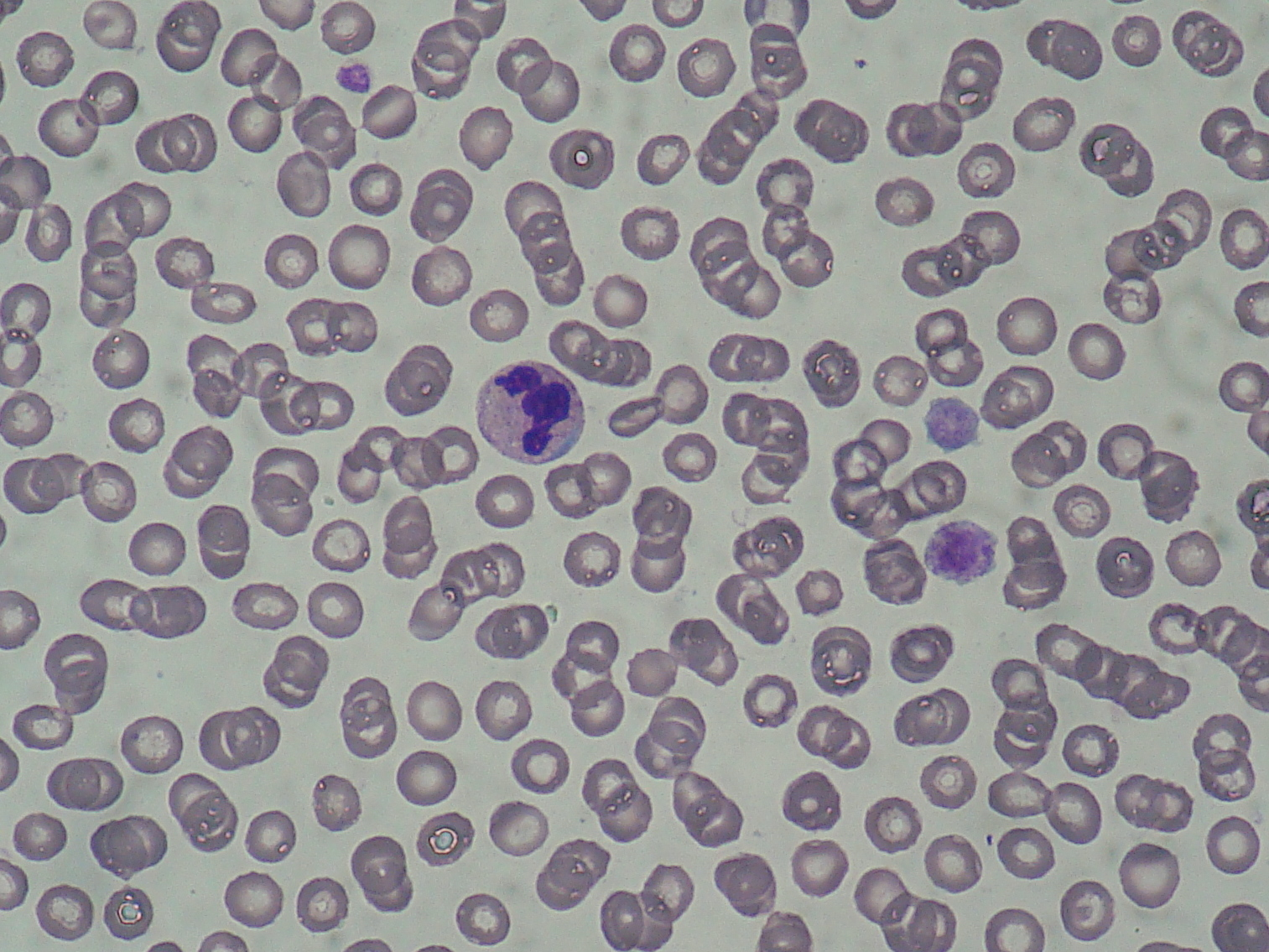
メイ・ヘグリン異常症：白血球の細胞質の、デーレ小体に似た好塩基性の封入体と巨大血小板

（なお、好中球だけでなく、好酸球、塩基球、単球にも封入体がみられることがデーレ小体との鑑別点である。）

#### その他の巨大血小板症
メイ・ヘグリン異常症以外にも、MYH-9遺伝子の異常に関連して先天性の巨大血小板症と好中球の封入体がみられる疾患として、セバスチャン症候群（Sebastian syndrome）、フェクトナー症候群（Fechtner syndrome）、エプスタイン症候群（Epstein syndrome）がある。